# Tomonori Tsunematsu
Tomonori Tsunematsu (恒松 伴典 Tsunematsu Tomonori?), född 16 juli 1976 i Kagoshima prefektur, är en japansk före detta fotbollsspelare.
Tsunematsu började sin karriär 1999 i Albirex Niigata. Han avslutade karriären 1999.